# Stępnica (Tyniec)
Stępnica (266 m) – płaskowyż i wzgórze w Tyńcu w Krakowie. Pod względem administracyjnym należy do Dzielnicy VIII Dębniki. Pod względem geograficznym należy do Wzgórz Tynieckich na Pomoście Krakowskim w obrębie makroregionu Bramy Krakowskiej. Wzgórza te włączone zostały w obszar Bielańsko-Tynieckiego Parku Krajobrazowego.
Stępnica wznosi się po wschodniej stronie nad drogą z Tyńca do Skawiny (ulica Bogucianka). Ma dwie części, pomiędzy którymi prowadzi wąska droga. Wyższa, zabudowana i bezleśna część zachodnia, na mapie oznaczona jako Stępnica, to właściwie lekko opadający ku północnemu zachodowi grzbiet Guminka. Niższy i porośnięty lasem wierzchołek wschodni (263 m) to właściwe wzgórze. Płytką przełęczą pomiędzy tymi dwoma częściami Stępnicy wymienioną powyżej wąską drogą prowadzi znakowany szlak turystyczny. U południowych podnóży Stępnicy znajduje się niewielka jaskinia Schronisko w Stępnicy.
Stępnica zbudowana jest ze skał wapiennych z okresu późnej jury. Przez wzgórze prowadzi kilka ścieżek, jedną z nich poprowadzono znakowany szlak turystyczny. Wierzchowina Stępnicy i jej północno-wschodnie stoki objęte są ochroną prawną. Włączone zostały w obszar użytku ekologicznego o nazwie Uroczysko Tyniec.

## Szlaki turystyczne
zielona pętla z opactwa benedyktynów w Tyńcu przez Dużą Kowodrzę, Kowadzę, rezerwat Skołczanka, Ostrą Górę, Guminek, Stępnicę, Grodzisko i dalej brzegiem Wisły, aż do opactwa benedyktynów. Długość około 8 km.